# Goabrekjávrásj
Goabrekjávrásj, enligt tidigare ortografi Kåbrekjauratj, är en sjö i Jokkmokks kommun i Lappland och ingår i Luleälvens huvudavrinningsområde. Sjön har en area på 0,522 kvadratkilometer och ligger 1 007 meter över havet. Kåbrekjauratj ligger i Sarek Natura 2000-område.

## Delavrinningsområde
Goabrekjávrásj ingår i det delavrinningsområde (745229-156825) som SMHI kallar för Utloppet av Kåbrekjauratj. Medelhöjden är 1 040 meter över havet och ytan är 2,24 kvadratkilometer. Det finns inga avrinningsområden uppströms utan avrinningsområdet är högsta punkten. Vattendraget som avvattnar avrinningsområdet har biflödesordning 5, vilket innebär att vattnet flödar genom totalt 5 vattendrag innan det når havet efter 338 kilometer. Avrinningsområdet består mestadels av kalfjäll (77 procent). Avrinningsområdet har 0,52 kvadratkilometer vattenytor vilket ger det en sjöprocent på 23,2 procent.